# Bombe gay
La bombe gay est le nom informel d'une arme chimique non létale que l'armée de l'air des États-Unis aurait envisagée de réaliser.
En 1994, le Wright Laboratory, dans l'Ohio, a publié des propositions d'armes chimiques non létales dans un document dont Sunshine Project a par la suite obtenu la communication au titre de la loi de liberté d'accès à l'information (Freedom of Information Act).
Dans une phrase de ce document, il était suggéré qu'un puissant aphrodisiaque pourrait être répandu sur les troupes adverses, afin de provoquer un « comportement homosexuel ». Cette arme aphrodisiaque était décrite comme « désagréable mais complètement non létale ». Dans la section « nouvelles découvertes nécessaires », le document reconnaît qu'il n'existe actuellement aucune substance chimique qui provoque de tels effets.
La bombe gay a été récompensée par le prix Ig Nobel de la paix en 2007,,,,.
La bombe gay rappelle par certains côtés le procédé HELEN décrit par René Barjavel dans son roman La Tempête[Quoi ?].